# Hospice Roederer-Boisseau
L’hospice Roederer-Boisseau est une résidence pour personnes âgées fondée grâce au legs de Marie-Louise Boisseau, veuve d'Eugène Roederer. Dès sa création, il est attribué aux Hospices civils de Reims et confiée aux sœurs de la Charité puis aux religieuses augustines de l'Hôtel-Dieu de Reims. Après sa transformation en « Fondation Roederer-Boisseau » en 1971, il devient un EHPAD.

## Historique
L’hospice Roederer-Boisseau, résidence pour personnes âgées située 72 rue de Courlancy, est  fondée grâce au legs de Marie-Louise Boisseau, veuve d’Eugène Roederer qui a fait don de 2,5 millions de francs de l’époque et d’un terrain de 5 hectares.

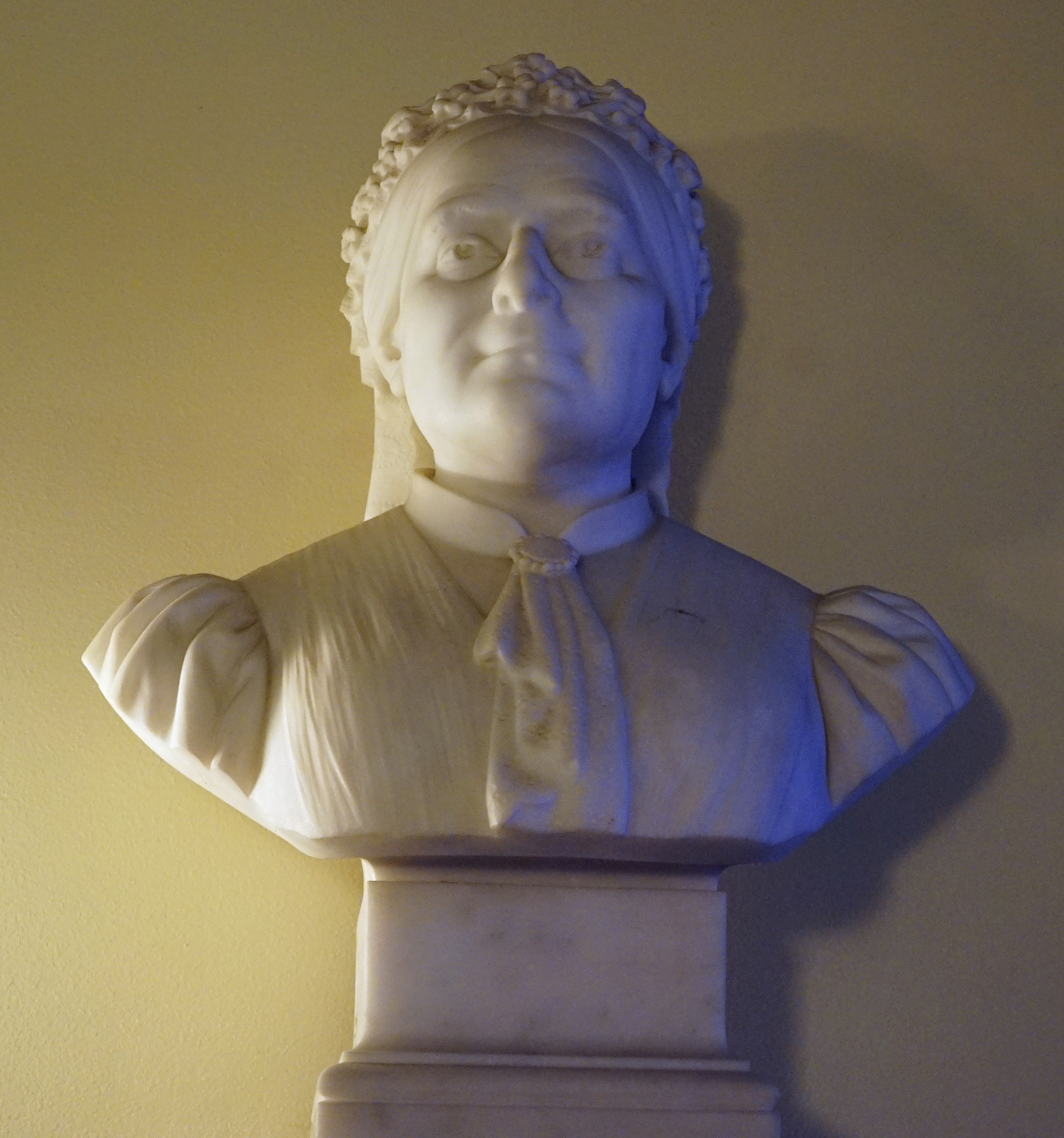
Mme Roederer-Boisseau en buste dans l'établissement.

Il est réservé en priorité aux personnes âgées des quartiers Sainte-Geneviève et Sainte-Anne.
Le 19 octobre 1899, l’hospice est inauguré par l’archevêque Benoît Langénieux  et quelques autres personnalités dont Charles Heidsieck.
Félix Boisseau, frère et légataire testamentaire de Mme Veuve Eugène Roederer, donne par la suite cet hospice à la Ville de Reims, à la condition qu’il soit toujours desservi par des religieuses catholiques romaines.
La Commission administrative des hospices civils de Reims en donna donc la direction, lors de son ouverture, aux sœurs de la Charité qui travaillaient déjà place Museux, à Reims.
En 1903, la Congrégation des Augustines hospitalières, héritières des chanoinesses de l’Hôtel de Dieu de Reims, prit à son tour l’hospice Roederer-Boisseau en charge.

### Pendant la grande Guerre
En décembre 1914, les pensionnaires de la maison de retraite sont évacués ainsi que 73 enfants de l’annexe Noël-Caqué qui trouvent refuge à Redon, en Ille-et-Vilaine.
En 1918, en raison de la guerre, les Sœurs des Augustines Hospitalières durent quitter l’hospice.
Les locaux sont alors occupés par les militaires français qui  installent un hôpital de 1000 lits.
À la fin du premier conflit mondial, en 1919, les Sœurs Augustines réintégrèrent l’hospice Roederer-Boisseau pour en assurer le bon fonctionnement jusqu’en 1998.

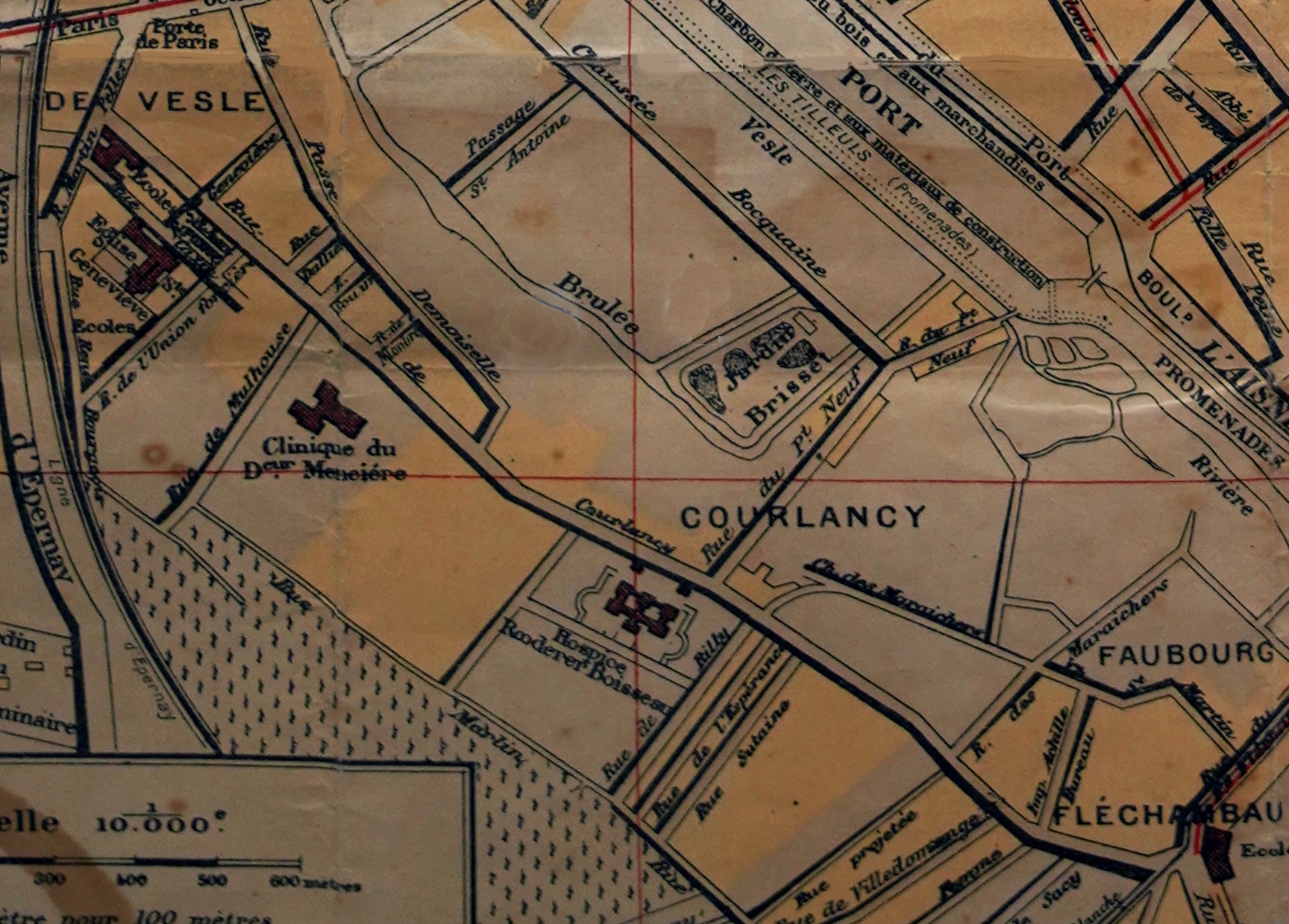
La fondation en 1922.

En 1971, l’hospice Roederer-Boisseau est transformé en « Fondation Roederer Boisseau ».
Depuis 1998, les religieuses ont pris leur retraite mais s’occupent toujours de la chapelle, de l’aumônerie de l’association « Joie de vivre », la chapelle de la résidence Wilson.
En 2021, la Fondation Roederer Boisseau est un Établissement d'hébergement pour personnes âgées dépendantes (EHPAD).

## Description des bâtiments historiques
L’Hospice Roederer-Boisseau, de l’architecte Paul Marbeau, est construit suivant la forme d’un H complété par un bâtiment central.
Les bâtiments sont en pierre meulière avec des angles ou piliers en briques.
Ils sont reliés par des galeries ouvertes ou en sous-sol ou couvertes.

### Chapelle
La chapelle, séparée du bâtiment principal, est également en pierre meulière et de briques.
La date de réalisation des vitraux de la chapelle, par les ateliers Jacques Simon, est estimée des années 1910 aux années 1950.

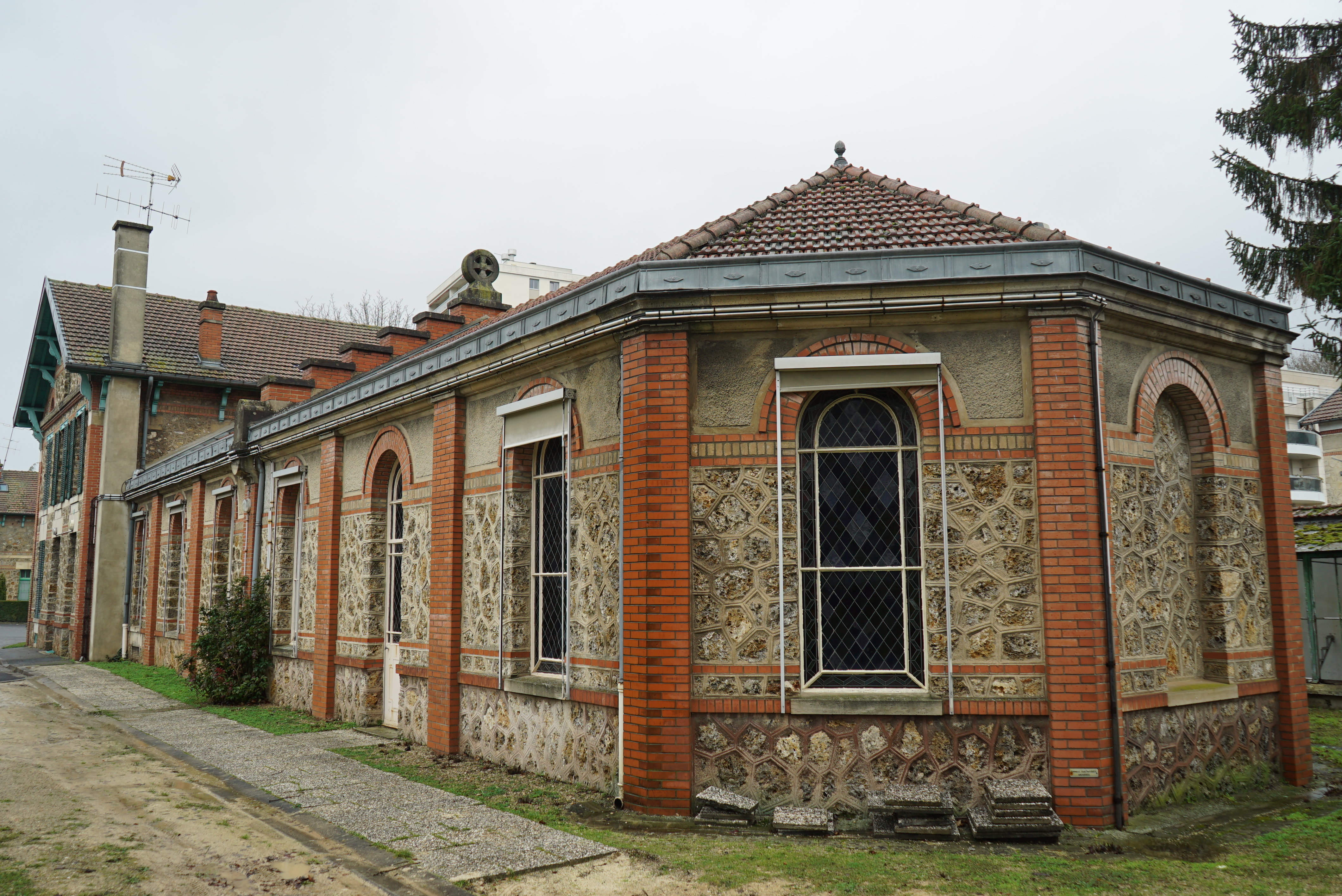
La chapelle.

## Description du nouveau bâtiment
Un nouveau bâtiment de 4 700 m2 pour un budget de 7,9 M€ HT, conçu par l’architecte Ameller Dubois et avec le CHU de Reims comme maître d’ouvrage est ouvert en 2020 .
Ce nouveau bâtiment accueille 90 lits, implanté à l’arrière de la Résidence Wilson, est relié à cette dernière par une galerie.
Il comporte une aile principale en arc de cercle et un pavillon abritant les unités spécialisées.

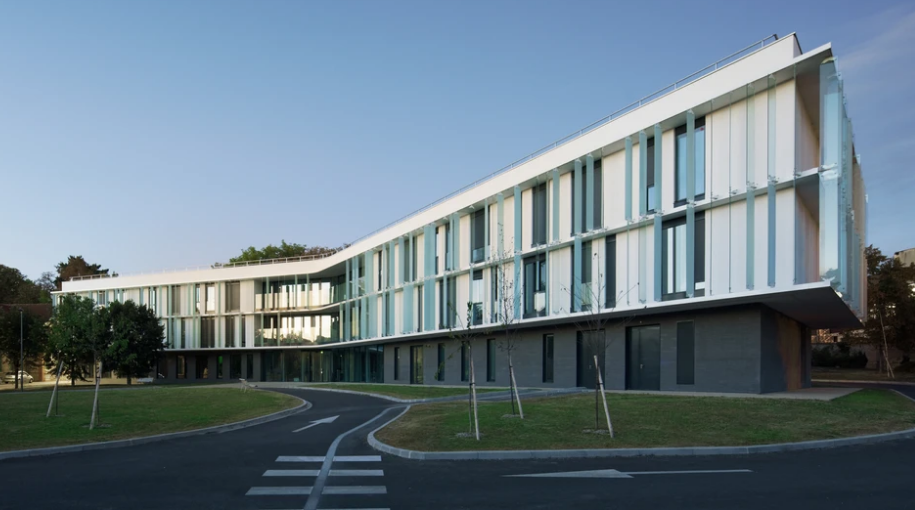

## Hospice Roederer-Boisseau au cinéma
En aout 2014, une équipe de tournage tourne un court-métrage « J'ai mal occupé ma jeunesse » , réalisée par Anne Agüero.